# Dicranomyia (Dicranomyia) punctulatella
Dicranomyia (Dicranomyia) punctulatella is een tweevleugelige uit de familie steltmuggen (Limoniidae). De soort komt voor in het Australaziatisch gebied.